# استان بونگارا
استان بونگارا (به اسپانیایی: Provincia de Bongará) یک استان در پرو است که در منطقه آمازوناس واقع شده‌است.استان بونگارا ۲٬۸۷۰ کیلومتر مربع مساحت و ۲۵٬۶۳۷ نفر جمعیت دارد.